# Sue Thompson
Sue Thompson (* 19. Juli 1925 in Nevada, Missouri; † 23. September 2021 in Pahrump, Nevada; bürgerlich: Eva Sue McKee) war eine US-amerikanische Popmusik- und Country-Sängerin. In den 1960er Jahren war sie mehrfach in den Hot-100-Charts vertreten.

## Leben
Bekannt geworden durch ihre markante Stimme, hatte Sue Thompson mehrere geschichtenerzählende Hits in den frühen 1960er Jahren, bevor sie sich zur gereiften Country-Interpretin in den siebziger Jahren wandelte. Schon mit sieben Jahren, als sie noch Eva Sue McKee hieß, sang sie auf der Bühne Country-Songs und begleitete sich selbst auf der Gitarre. Nachdem ihre Familie nach San José umgezogen war, trat sie dort während ihrer Teenagerzeit in einer lokalen Fernsehshow auf. Während des Zweiten Weltkriegs arbeitet Thompson in einem Rüstungsbetrieb, heiratete und bekam im Alter von 20 Jahren eine Tochter. Die Ehe dauerte jedoch nur drei Jahre, danach begann sie in Nordkalifornien wieder in Clubs aufzutreten. Nach dem Sieg in einem Nachwuchswettbewerb wurde der Sänger, Bandleader und Moderator Dude Martin auf Thompson aufmerksam. Martin bot ihr an, in seiner Band mitzuwirken und wurde wenig später ihr zweiter Ehemann. Beide nahmen einige Duettplatten auf, und schließlich gelang es Sue Thompson, mit Mercury 1950 einen Vertrag über Soloplatten abzuschließen, der sieben Jahre Bestand hatte.
Ein Jahr später lernte sie den Countrysänger Hank Penny lernen, der mit ihrem Mann eine gemeinsame Show veranstaltete. Sie ließ sich von Martin scheiden und heiratete Penny. Beide moderierten zunächst in Los Angeles zwei Jahre lang eine Fernsehshow und zogen dann nach Las Vegas, wo sie in den Casinos auftraten. Zusammen wie einzeln veröffentlichten sie eine Reihe von Schallplatten bei Decca, konnten jedoch keine Hits landen. Ende der fünfziger Jahre arbeitete Sue Thompson an der Seite von Red Foley an der Komposition zum Musical Grand Ole Opry. Nach einer dreijährigen vertragslosen Zeit schloss sie, nachdem sie 1960 unter dem Namen Taffy Thomas eine Platte bei Columbia veröffentlicht hatte, 1961 einen Schallplattenvertrag mit Hickory Records ab und hatte ein Jahr später mit Sad Movies und Norman zwei Titel in den Top 10 der Popcharts. Bis in die Mitte der Sechziger konnte sie ihr Publikum erfolgreich an sich binden, das wesentlich jünger als die inzwischen fast Vierzigjährige war, aber von der extrem jugendlich klingenden Stimme fasziniert wurde.
Nachdem Sue Thompson Anfang 1965 mit Paper Tiger ihren letzten größeren Plattenerfolg hatte, wandte sie sich wieder der Country-Musik zu, mit der sie bis 1976 noch zwölf Mal in den Country-Charts notiert wurde. 1972 nahm sie mit Don Gibson drei Duett-Alben auf. Als ab 1976 ihr Plattenverkauf stagnierte, wandte sie sich wieder den Casinos in Las Vegas zu. Nachdem sie sich schon 1963 von ihrem dritten Ehemann Hank Penny getrennt hatte, heiratete sie ein viertes Mal. Sie blieb nun in Las Vegas sesshaft und hatte bis in die neunziger Jahre noch hin und wieder öffentliche Auftritte.

## Sue Thompson in Europa
Mit dem Wechsel zur Plattenfirma Hickory wurden Thompsons Platten auch in Europa vertrieben. In Großbritannien war es Hickory selbst, während auf dem Kontinent, auch in Deutschland, die niederländische Firma Funckler den Verkauf übernahm. In den deutschen Hitlisten konnte sich Thompson nur mit Norman platzieren. Im Musikmarkt kam der Titel (Katalog-Nr. Funckler 45059) am 14. Juli 1962 in die Top 50, wo er innerhalb von zehn Wochen mit Rang 27 die beste Platzierung erreichte. In Großbritannien dauerte es bis 1965, ehe New Musical Express den Titel Paper Tiger (Katalog-Nr. Hickory 1006) für eine Woche auf Platz 30 notierte. In Deutschland veröffentlichte CBS unter Nr. 1858 eine deutschsprachige Coverversion von Paper Tiger mit Sue Thompson unter dem Titel Blonder Tiger mit einem Text von Ralph Siegel.

## US-Diskografie (45-rpm-Singles)
| Titel                                                                  | Kat.-Nr. | Veröffentlichung |
| ---------------------------------------------------------------------- | -------- | ---------------- |
|                                                                        | Mercury  |                  |
| What You’ve Got / You’re Gettin’ A Good Girl                           | 6325     | April 1951       |
| Just Walking Out The Door / I’ll Hate Myself In The Morning            | 6377     | Januar 1952      |
| Junior’s A Big Boy Now / Tadpole                                       | 6390     | April 1952       |
| You Belong To Me / You’re An Angel On Outside                          | 6407     | Juni 1952        |
| Red Hot Henrietta Brown / Last Night I Heard Somebody Cry              | 6416     | September 1952   |
| If You Should Change / How Many Tears                                  | 70066    | Januar 1953      |
| Take Care My Love / Things I Might Have Been                           | 70084    | Februar 1953     |
| You And Me / Say It With Your Heart                                    | 70089    | Februar 1953     |
| I’m Not that Kind of Girl / I Long to Tell You                         | 70152    | April 1953       |
| Donna Wanna / Gee But I Hate to Go Home Alone                          | 70309    | Februar 1954     |
|                                                                        | Decca    |                  |
| Walking in The Snow / Come a Little Bit Closer (& Hank Penny)          | 29314    | Oktober 1954     |
| Your Mommie and Your Daddy / Day Dreamer                               | 29545    | Juni 1955        |
| Walking To Missouri / Red Hot Henrietta Brown                          | 30435    | September 1957   |
|                                                                        | Columbia |                  |
| Say Something Nice To Me / I Said No (veröffentlicht als Taffy Thomas) | 41644    | April 1960       |
|                                                                        | Hickory  |                  |
| Angel, Angel / Throwin’ Kisses                                         | 1144     | April 1961       |
| Sad Movies Make Me Cry / Nine Little Teardrops                         | 1153     | Juli 1961        |
| Norman / Never Love Again                                              | 1159     | Oktober 1961     |
| Two of A Kind / It Has to Be                                           | 1166     | Februar 1962     |
| Have A Good Time / If the Boy Only Knew                                | 1174     | Mai 1962         |
| James (Hold The Ladder Steady) / My Hero                               | 1183     | September 1962   |
| Willie Can / Too Much in Love                                          | 1196     | Dezember 1962    |
| What’s Wrong Bill? / I Need a Harbor                                   | 1204     | Februar 1963     |
| Suzie / True Confessions                                               | 1217     | Juni 1963        |
| I Like Your Kind of Love / Too Hot to Dance (& Bob Luman)              | 1221     | August 1963      |
| Cause I Asked You To / It’s Twelve-Thirty-Five                         | 1234     | Oktober 1963     |
| Big Daddy / I’d Like to Know You Better                                | 1240     | Januar 1964      |
| Bad Boy / Toys                                                         | 1255     | April 1964       |
| Looking For A Good Boy / Big Hearted Me                                | 1270     | Juli 1964        |
| Paper Tiger / Mama, Don’t Cry at My Wedding                            | 1284     | November 1964    |
| What I’m Needing Is You / Stop the Music                               | 1308     | April 1965       |
| It’s Break Up Time / Afraid                                            | 1328     | Juli 1965        |
| Sweet Hunk of Misery / Just Kiss Me                                    | 1340     | Oktober 1965     |
| Walkin’ My Baby / I’m Looking (For a World)                            | 1359     | Dezember 1965    |
| What Should I Do / After the Heartache                                 | 1381     | April 1966       |
| I Can’t Help It, I’m Still in Love with You / Put It Back              | 1403     | Juli 1966        |
| Someone / From My Balcony                                              | 1423     | September 1966   |
| Language of Love / Let Me Down Hard                                    | 1431     | Dezember 1966    |
| The Ferris Wheel / Don’t Forget to Cry                                 | 1457     | April 1967       |
| Straight To Helen / That’s Just Too Much                               | 1469     | August 1967      |
| Dear Boy / Love Has come My Way                                        | 1488     | Dezember 1967    |
| How Do You Start Over / Why Not                                        | 1493     | April 1968       |
| You Deserve Each Other / Doin’ Nothin                                  | 1512     | August 1968      |
| Don’t Try To Change Me / The Real Me                                   | 1524     | Dezember 1968    |
| Tennessee Waltz / Who’s Gonna Mow Your Grass?                          | 1534     | Mai 1969         |
| Are You Teasing Me / Thoughts (& Roy Acuff, Jr.)                       | 1542     | August 1969      |
| You Two Timed Me Once Too Often / A Pair of Broken Hearts              | 1547     | September 1969   |
| Till I Can’t Take It Anymore / Talk Back Trembling Lips                | 1558     | Januar 1970      |
| The Lost Highway / Just Keep Hangin’ On                                | 1560     | Februar 1970     |
| Why You Been Gone So Long / Don’t Let the Stars Get in Your Eyes       | 1573     | Juli 1970        |
| Guess Who’s Coming To Dinner Tonight / Whole Lot of Walkin             | 1577     | Juli 1970        |
| Take A Little Time / Because You Love Me                               | 1587     | Dezember 1970    |
| What You See Is What You Got / Here’s to Forever (& Don Gibson)        | 1596     | April 1971       |
| The Two of us Together / Oh, Yes I Love You (& Don Gibson)             | 1607     | August 1971      |
| Thanks To Rumors / Swiss Cottage Place                                 | 1612     | November 1971    |
| What A Woman In Love Won’t Do / Let Your Thoughts Be Sweet             | 1622     | Februar 1972     |
| Love’s Garden / Did You Ever Think? (& Don Gibson)                     | 1629     | April 1972       |
| Sweet Memories / Take Me As I Am                                       | 1641     | Juni 1972        |
| I Think They Call It Love / Over There’s the Door (& Don Gibson)       | 1646     | Juli 1972        |
| Candy & Roses / A Full time Job                                        | 1652     | Oktober 1972     |
| Cause I Love You / My Tears Don’t Show (& Don Gibson)                  | 1654     | Dezember 1972    |
| The Two of us Togethe / Go With Me (& Don Gibson)                      | 1665     | Februar 1973     |
| Just Two Young People / How I Love Them Old Songs                      | 1669     | Mai 1973         |
| Warm Love / Fly the Friendly Skies of Jesus (& Don Gibson)             | 303      | August 1973      |
| Just Plain Country / Oh Johnny, Oh Johnny, Oh                          | 308      | 1973             |
| That’s What I’ll Do / Sweet Dreams (& Don Gibson)                      | 306      | September 1973   |
| Just Plain Country / Oh Johnny Oh Johnny Oh                            | 308      | November 1973    |
| Find Out / Stay Another Day                                            | 313      | Februar 1974     |
| Sweet Memories / Making Love To You Is Just like Eating Peanuts        | 320      | Mai 1974         |
| Good Old Fashioned Country Love / Ages And Ages Ago (& Don Gibson)     | 324      | Juli 1974        |
| And Love Me / Trains                                                   | 330      | September 1974   |
| Oh How Love Changes / Sweet And Tender (& Don Gibson)                  | 350      | Juli 1975        |
| Big Mable Murphy / Big Daddy                                           | 354      | Juli 1975        |
| Never Naughty Rosie / He Cheats On Me                                  | 364      | Januar 1976      |
| Get Ready Here I Come / Once More (& Don Gibson)                       | 367      | März 1976        |

## Charts und Chartplatzierungen
Singles

| Jahr | Titel Album                      | Höchstplatzierung, Gesamtwochen, AuszeichnungChartplatzierungen (Jahr, Titel, Album, Platzierungen, Wochen, Auszeichnungen, Anmerkungen) | Höchstplatzierung, Gesamtwochen, AuszeichnungChartplatzierungen (Jahr, Titel, Album, Platzierungen, Wochen, Auszeichnungen, Anmerkungen) | Anmerkungen |
| Jahr | Titel Album                      | UK | US | Anmerkungen |
| ---- | -------------------------------- | --- | --- | ----------- |
| 1961 | Sad Movies (Make Me Cry) –       | UK46 (2 Wo.)UK | US5 (14 Wo.)US |             |
| 1961 | Norman –                         | — | US3 (16 Wo.)US |             |
| 1962 | Two of a Kind –                  | — | US42 (9 Wo.)US |             |
| 1962 | Have a Good Time –               | — | US31 (11 Wo.)US |             |
| 1962 | James (Hold the Ladder Steady) – | — | US17 (10 Wo.)US |             |
| 1963 | Willie Can –                     | — | US78 (5 Wo.)US |             |
| 1965 | Paper Tiger –                    | UK30 (7 Wo.)UK | US23 (10 Wo.)US |             |